# Football Club Rieti 2005-2006
Questa voce raccoglie le informazioni riguardanti il Football Club Rieti nelle competizioni ufficiali della stagione 2005-2006.

## Rosa
| N. |                   | Ruolo | Calciatore           |
| -- | ----------------- | ----- | -------------------- |
|    | Italia (bandiera) | D     | Maurizio Battistelli |
|    | Italia (bandiera) | C     | Raffaele Battisti    |
|    | Italia (bandiera) | C     | Federico Bettoni     |
|    | Italia (bandiera) | D     | Federico Buzzi       |
|    | Italia (bandiera) | C     | Pietro Capuccilli    |
|    | Italia (bandiera) | A     | Antonio Carmesini    |
|    | Italia (bandiera) | A     | Davide Di Benedetto  |
|    | Italia (bandiera) | D     | Nicola Di Francia    |
|    | Italia (bandiera) | D     | Matteo Dionisi       |
|    | Italia (bandiera) | A     | Massimiliano Fanesi  |
|    | Italia (bandiera) | C     | Simone Farci         |
|    | Italia (bandiera) | C     | Marco Fuoco          |
|    | Italia (bandiera) | D     | Emanuele Gabrieli    |
|    | Italia (bandiera) | C     | Federico Gentile     |

| N. |                     | Ruolo | Calciatore             |
| -- | ------------------- | ----- | ---------------------- |
|    | Italia (bandiera)   | A     | Stefano Gioacchini     |
|    | Italia (bandiera)   | C     | Roy Giomarelli         |
|    | Italia (bandiera)   | P     | Federico Groppioni     |
|    | Italia (bandiera)   | C     | Michele Malloni        |
|    | Italia (bandiera)   | P     | Michele Mangiapelo     |
|    | Italia (bandiera)   | C     | Emiliano Pentrella     |
|    | Italia (bandiera)   | C     | Diego Petrongari       |
|    | Italia (bandiera)   | D     | Alessandro Radi        |
|    | Italia (bandiera)   | D     | Davide Sentinelli      |
|    | Italia (bandiera)   | D     | Paolo Siroti           |
|    | Italia (bandiera)   | C     | Francesco Sorbini      |
|    | Slovenia (bandiera) | C     | Rok Štraus             |
|    | Italia (bandiera)   | A     | Adriano Alex Taribello |
|    | Italia (bandiera)   | A     | Keivan Zarineh         |